# Malaconothrus angulatus
Malaconothrus angulatus är en kvalsterart som beskrevs av Hammer 1958. Malaconothrus angulatus ingår i släktet Malaconothrus och familjen Malaconothridae. Inga underarter finns listade i Catalogue of Life.